# Sanctum
Sanctum  é um filme américo-australiano do ano de 2011, co-escrito por John Garvin e Andrew Wight, dirigido por Alister Grierson.
O thriller de ação em 3-D Santuário é baseado na experiência pessoal do roteirista Andrew Wright que esteve próximo da morte quando liderou uma expedição de mergulho e ficou preso numa caverna submersa após uma tempestade.
Produzido por James Cameron, o filme usa a mesma tecnologia de captação de imagens em 3-D do filme Avatar.

## Sinopse
O experiente mergulhador Frank McGuire (Richard Roxburgh) já tinha explorado as cavernas do Pacífico Sul anteriormente, mas desta vez uma tempestade tropical obrigou a ele e sua equipe — incluindo seu filho Josh (Rhys Wakefield) e o economista Carl (Ioan Gruffudd) — a mudar a rota de saída em direção ao mar, o que os levou a um labirinto de cavernas subaquáticas.

## Elenco
- Richard Roxburgh  ...  Frank
- Ioan Gruffudd  ...  Carl
- Rhys Wakefield  ...  Josh
- Alice Parkinson  ...  Victoria
- Dan Wyllie  ...  Crazy George
- Christopher Baker  ...  J.D.
- Nicole Downs  ...  Liz
- Allison Cratchley  ...  Judes
- Cramer Cain  ...  Luko
- Andrew Hansen  ...  Dex
- John Garvin  ...  Jim Sergeant
- Sean Dennehy  ...  Chopper Pilot
- Nea Diap  ...  Kastom Shaman